# Opera Mini
Opera Mini — версія популярного браузера Opera на платформі J2ME, призначена для використання в мобільних пристроях (мобільні телефони, смартфони, КПК) для перегляду WAP і WWW інтернет-сайтів. Також вийшли рідні версії програми для Symbian, Android, iOS та Windows Mobile, що не потребують J2ME. Є звичайно моди Opera Mini, які значно розширюють можливості браузера. Браузер розповсюджується безкоштовно. Але є створені різні брехливі платні версії. Наприклад 12 версія для java, яка ще не вийшла.
Opera Mini працює через проксі-сервер компанії Opera Software, де відбувається адаптація вебсторінок під маленькі екрани і обмежені обчислювальні можливості пристроїв. Це дозволяє значно економити трафік.

## Історія
Спочатку Opera Mini була створена для мобільних телефонів, не здатних запускати веббраузери. Як пілотний проєкт Opera Mini вийшла 10 червня 2005 року у співпраці з норвезькою телевізійною станцією «TV 2». Тоді браузер був доступний лише для клієнтів телекомпанії.
Бета-версія вийшла у Швеції, Данії, Норвегії та Фінляндії 20 жовтня 2005 року. Фінальна версія вийшла в Німеччині 10 листопада 2005 року, але за допомогою сайту Opera Mini браузер з'явився у всіх країнах в грудні того ж року. Офіційний реліз браузера в усьому світі відбувся 24 січня 2006 року.
3 травня 2006 року вийшла Opera Mini 2.0. з'явилася можливість викачувати файли, новий дизайн, функція швидкого набору, нові пошукові машини, поліпшена навігація.
1 листопада 2006 року вийшла Opera Mini 3 beta. У цій версії з'явилися можливість підписки й попередніх RSS-стрічок, завантаження фотографій, зроблені мобільним пристроєм, і зміст складаються в свій перелік функцій та можливостей. Друга бета-версія вийшла 22 листопада. Вона була перекладена на багато мов (раніше лише англійська), підтримка RTSP, а 28 листопада вийшла фінальна версія Opera Mini 3. Ця версія стала швидше та безпечніше попередніх.
7 листопада 2007 року в світ вийшла Opera Mini 4. за словами Йохана Шона, технічного директора з розвитку Opera Mini, весь код був переписаний використовував рушій Presto 2.1 і включав в себе можливість повноцінного перегляду вебсторінок завдяки функціям Огляд/Overview, Масштабування/Zooming та Альбомний вигляд. У режимі Overview можна переглядати сторінку, використовуючи курсор миші. За допомогою курсору можна збільшити окремий фрагмент сторінки (аналогічно можливості браузера). У режимі всі елементи екрану будуть повернені на 90 °. Також доступна синхронізація даних з настільною версією браузера Opera на Opera Link.
До Opera Mini 4 у браузера було дві версії:
- Opera Mini для телефонів з високим рівнем пам'яті MIDP 2;
- Opera Mini для телефонів з низьким рівнем пам'яті MIDP 1.

Opera Mini 4 призначена для першої групи телефонів, а Opera Mini 3 як і раніше використовується телефонами з другої групи.
В Opera Mini 4.1 beta, що використовується в мобільних пристроях з підтримкою в java JSR-75 доступу до файлової системи, закачування може здійснюватися засобами самого браузера Opera Mini. Як правило, можливе завантаження файлів, тип яких підтримується мобільним пристроєм.
Спочатку пошукова система Google була встановлена за замовчуванням в Opera Mini, але 8 січня 2007 року, Opera Software і Yahoo! оголосили про співпрацю та намір зробити Yahoo! пошуковою системою за замовчуванням замість Google. Лютий 2008 року Opera Software оголосила про те, що в Opera Mini і Opera Mobile будуть використовувати за замовчуванням Google. Це викликано скаргами користувачів з приводу складності системи Yahoo! і простоті у використанні Google. З 13 травня 2008 року в україномовній версії Opera Mini як пошукова система за умовчанням використовується Яндекс.
16 вересня 2009 року відбувся випуск Opera Mini 5 beta. Браузер використовує рушій Presto 2.2.0. З нововведень варто відзначити повністю перероблений інтерфейс, в тому числі поява вкладок, Speed Dial перестав бути просто списком посилань та тепер являє собою 9 фреймів (як і в Opera Desktop), повноцінний менеджер паролів, поява внутрішнього буфера обміну. Крім того, Opera Mini 5 beta є першим мобільним браузером, інтерфейс якого пристосований як для телефонів, так і для пристроїв з сенсорним екраном (поява власної віртуальної клавіатури). мінусами цієї збірки є тимчасова відсутність таких функцій, як Opera Link, менеджера закачувань та новинного клієнта, відсутність багатьох, звичних користувачам версії 4.2, швидких комбінацій клавіш. Весь інтерфейс браузера лише англійською, через що неможливо набирати текст на віртуальній клавіатурі на іншому мовою, більш жорсткі вимоги до ресурсів пристрою, в тому числі поява попередження, що браузер може некоректно працювати на пристроях з роздільною здатністю екрану менше 240x320px.
2 грудня 2009 року вийшла Opera Mini 5 beta 2, в якій з'явилися такі функції як менеджер закачувань, синхронізація через Opera Link, а також прогресивне завантаження, що працює лише при використанні Socket протоколу, яка передбачає поетапну завантаження сторінок.
4 березня 2010 року вийшла версія Opera Mini 5 beta 2 для Windows Mobile 5.0/6 (включаючи смартфони версії). Використовуються ті ж можливості, що і beta 2 для J2ME, але відсутня можливість відключати пряме редагування у формах (inline editing), що утворює деякі труднощі при наборі тексту.
11 березня 2010 року вийшла версія для пристроїв під керуванням ОС Android. Використовуються ті ж можливості, що і beta 2 для J2ME, але доступно лише оформлення для керування дотиком (всі Android-пристрої де-факто мають сенсорні екрани). Браузер доступний для скачування в Android Market.
16 березня 2010 року вийшла фінальна версія Opera Mini 5 для платформи J2ME (стільникові телефони). Трохи був змінений екран швидкого запуску — з'явилися два посилання («Порадити другу», «Live Scores»), для пристроїв з «Альбомної» орієнтацією дисплея кнопки швидкого запуску розташовані горизонтально в два ряди. Версії для Windows Mobile і Android все ще знаходяться в стадії бета-тестування.
8 липня 2010 року вийшла Opera Mini 5.1 для J2ME. Головною особливістю версії є підтримка телефонів з малими дозволами екранів (128x160, 176x220, тощо.). Крім того оптимізовано споживання оперативної пам'яті телефонів. 14 липня оновлення торкнулося і Android-версію браузера. У ньому з'явилася підтримка екранів з великою роздільною здатністю та покращено відображення тексту при масштабуванні.
9 вересня 2010 року вийшла стабільна версія Opera Mini 5.1 (минаючи 5.0) для платформ Windows Mobile 2003 SE, 5.x і 6.x (сенсорних та несенсорних) після шести місяців після виходу бета-версії на цих ОС. Проблеми введення, присутні в тестовій версії, були усунені. На додаток функціям Opera Mini 5.1 для J2ME з'явилися можливості призначення браузера основним оглядачем Інтернету, працездатності на пристроях з великими екранами, підтримки акселерометра (автоповорот екрану), поліпшеного рендеринга сторінок та шрифтів і розширених налаштувань для досвідчених користувачів.
22 березня 2011 року вийшла стабільна версія Opera Mini 6 для платформ Android, BlackBerry OS, Symbian, а також версія для J2ME. Була поліпшена робота масштабування розтягуванням, додана кнопка «Поділитися», доопрацьований користувальницький інтерфейс, а також вийшла спеціальна версія для Android-планшетів. Версія для Apple iPhone проходить перевірку в AppStore. Також вийшло оновлення для четвертої версії браузера, 4.3, в якому з'явилися ідентичний 6.0 дизайн та кнопка «Поділитися». Однак на телефонах з низькою продуктивністю помітні збільшення чуйність інтерфейсу та трохи швидкої швидкість роботи що говорить про оптимізацію роботи програми.
28 березня 2012 року вийшла стабільна версія для платформ Android і iOS. Реалізована функція Smart Page, за допомогою якої можна отримувати швидкий доступ до соціальних сайтів: переглядати оновлення на них і спілкуватися з друзями. Крім цього, на «розумною» сторінці будуть показуватися новини, прогнози та інша інформація, підібрана автоматично, залежно від інтересів користувача. Друге нововведення — можливість використання необмеженого числа сайтів на Експрес-панелі. Для користувачів, що працюють з Opera Mini на пристроях з Android, включено апаратне прискорення, завдяки чому переміщення по сторінці відбувається більш плавно.
9 травня 2012 року компанія Opera Software офіційно оголосила про вихід мобільного браузера Opera Mini в спеціальній версії для фірмової мобільної платформи Samsung bada. Завантажити мобільний додаток можна з офіційного репозиторію виробника через додаток Samsung Apps. Мобільний браузер доступний лише для смартфонів під керуванням bada 2.0 і вище. Завантажити та встановити аплет можна також за допомогою спеціальної програми Samsung Kies. Крім того, Opera Mini з'явилася і в розділі Samsung Apps для пристроїв під керуванням.
20 вересня 2012 року Opera Software представила Opera Mini 7.5 для платформи Android. У цій версії з'явилася інтегрована стартова сторінка, раніше доступна в Java-версії браузера. Стартова сторінка надає доступ до найвідвідуваніших користувачем ресурсів, може відображати оновлення з соціальних мереж та забезпечувати функціональність RSS-агрегатора. Установки браузера дозволяють замінити стартову сторінку на експрес-панель.
20 листопада 2012 року Opera Software випустила нову версію браузера Opera Mini 7.1 для платформ J2ME і BlackBerry. Крім виправлень помилок та поліпшень стабільності роботи браузера, в даній версії з'явився новий, перероблений менеджер завантажень, що відкриває нові можливості роботи з завантажуваними на телефон файлами, будь то документи, музика, відео та будь-які інші дані. Також обробка завантажених файлів стала набагато зручніше, ніж раніше. на платформі BlackBerry доступ до файлів забезпечується прямо з браузера, а власники пристроїв на базі J2ME зможуть вибирати — відкривати файл у встановленому на телефоні медіаплеєрі або зберігати в пам'яті телефону.

## Принцип роботи
Браузер доступний у вигляді додатку J2ME і здатний працювати на телефонах, що підтримують як MIDP 1, так і MIDP 2. На цей момент є домінуючим браузером для мобільних пристроїв, що підтримують платформу J2ME. Використовуючи Opera Mini, користувач має можливість переглядати з телефону будь-які WAP і WWW-сторінки аналогічно тому, як це робиться за допомогою повноцінного браузера. Вигляд сторінок вельми мало відрізняється від оригінального. Крім того, браузер дозволяє читати та підписуватися на RSS канали.
Opera Mini обробляє весь контент через проксі-сервер Opera Software, на яких відбувається переформатування вебсторінок в формат, відповідний для невеликих екранів. Відбувається стиснення даних (з офіційних заяв — аж до 90%), що дозволяє прискорити процес передачі удвічі, та потім сторінки доставляються мовою розмітки OBML (Opera Binary Markup Languageuage [Архівовано 21 травня 2009 у Wayback Machine.]).

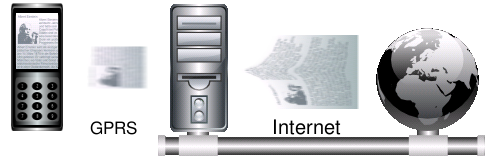
Коли користувач переглядає вебсторінки за допомогою Opera Mini, запит відправляється через General Packet Radio Service (GPRS) на один з проксі-серверів компанії Opera Software. Сервер обробляє сторінку, стискає її і посилає назад на мобільний телефон користувача.

Типово Opera Mini відкриває лише одне з'єднання з проксі-серверами, а пізніше це з'єднання використовується повторно. Воно також дозволяє серверам реагувати на зміни в закладках, що зберігаються на сервері Opera Link.
Компанія Opera Software має більш 100 проксі-серверів для обробки трафіку.
Opera Mini має значний вплив на розвиток засобів мобільного зв'язку, оскільки видаляє колишню найважливішу відмінність між смартфонами та звичайними телефонами. А за рахунок використання спеціального проксі-сервера досягається значна економія трафіку порівняно з вбудованими браузерами телефонів або смартфонів.

## Режими відображення сторінок

### Повноекранний режим
«Повноекранний режим», англ. «Desktop rendering mode», встановлений за замовчуванням для пристроїв з екранами більше, ніж 128 пікселів. У цьому режимі сторінка завантажується вирівняною по краях. У пристроях з сенсорним екраном можна натискати на частини екрану, щоб збільшити фрагмент сторінки. стрілками керування на клавіатурі телефону можна переміщати віртуальний курсор.
Якщо мобільний пристрій підтримує CSS, то браузер використовує його, а якщо ні, то браузер перетворює текстову розмітку, щоб текст не виходив за межі екрану.

### Small-Screen Rendering
Цей режим перегляду призначено для мобільних пристроїв з екраном в 128 пікселів в ширину або менше. Весь текст на сторінці розташовується в один вертикальний стовпець з можливістю прокрутки лише вгору та вниз. Довгі списки та панелі автоматично стискаються. Ця функція називається «content folding». Натискання кнопки плюс (+) дозволяє переглянути невідображення зміст. У цьому режимі зображення звужується до параметрів, що не перевищують 70% від розміру екрану в будь-якому напрямку.
У настільної версії браузера є можливість перегляду вебсторінки в цьому режимі (пункт меню Вид → Маленький екран). Це дозволяє веброзробникам створювати сайти, коректно відображаються на портативних пристроях.

## Підтримка JavaScript
Opera Mini частково підтримує JavaScript. Перед появою сторінки на екрані відбуваються всі команди JavaScript, на це потрібно не більше двох секунд. Це дозволяє проксі-сервера провести операції з виконання на сторінці JavaScript. Якщо не заблоковані спливаючі вікна, то вони будуть замінювати попередню сторінку.

## Особливості
Браузер отримує сторінки, спеціально підготовлені для показу на мобільному пристрої. Першорядні перетворення робить скрипт на проксі-сервері компанії Opera Software. На етапі відправки сторінок кінцевому користувачеві сервер стискає сторінки шляхом:
- виконання JavaScript коду і перетворення CSS на сервері;
- перетворення всіх тегів у власний формат;
- стиск на льоту зображень, використаних на запитуваної web-сторінці;
- оптимізація сторінки для показу на екрані мобільного пристрою.
- GZip-стиск в MIDP 2 версії.

Інформація про автоматичне видаленні коду банерів не має підтверджень, але в деяких випадках рекламні банери можуть бути ненавмисно видалені або приховані в зв'язку з особливостями обробки скриптів та CSS.

## Нагороди
- Вибір редакторів журналу PC Magazine — 2008,
- Sony Ericsson Content Award for «Productive Mobility» 2007 року,
- GetJar «Mobile Application of the Year Award» 2007 року,
- Mobile Gala «Найкраща програма для мобільних телефонів» 2005 і 2006 рік
- CHIP.de Digital Lifestyle Award 2006 року.

## Цікаві факти
- На початку лютого 2012 року в Туркменістані були заблоковані багато анонімайзери, в тому числі браузер Opera Mini, за допомогою яких можна було відвідати заблоковані сайти. Інтернет жорстко цензурується, блокується все що критично ставиться до туркменської влади.
- Останнім часом браузер Opera Mini заблокований для користувачів двох мобільних операторів, представлених у Туркменістані: національного оператора Altyn Asyr та дочірнього російського МТС-Туркменістан.

## Модифікації
Користувачі мають можливість використовувати неофіційні моди від російського програміста DG-SC[недоступне посилання], що розширюють функціональність офіційної версії Opera Mini. Розширена функціональність модифікації призвела до збільшення часу запуску програми та незначного, порівняно з оригінальною версією, уповільнення його роботи, що помітно на не надто потужних мобільних телефонах.
На цьому сайті є можливість зібрати Opera MIni українською мовою.